# Gărnati, Smolean
Gărnati (în bulgară Гърнати) este un sat în comuna Nedelino, regiunea Smolean,  Bulgaria. 

## Demografie
Componența etnică a satului Gărnati
     Bulgari (61,33%)
     Nicio identificare (38,66%)
     Altele (0%)
La recensământul din 2011, populația satului Gărnati era de 269 locuitori. Din punct de vedere etnic, majoritatea locuitorilor (61,33%) erau bulgari. Pentru 38,66% din locuitori nu este cunoscută apartenența etnică.